# Оркен (Аягозький район)
Орке́н (каз. Өркен) — село у складі Аягозького району Абайської області Казахстану. Адміністративний центр та єдиний населений пункт Оркенського сільського округу.
Населення — 605 осіб (2021; 854 у 2009, 1008 у 1999, 1467 у 1989).
Національний склад станом на 1989 рік:
- казахи — 100 %